# Lake Havasu City
Lake Havasu City är en stad i den amerikanska delstaten Arizona med en yta av 111,6 km² och en befolkning, som uppgår till cirka 42 000 invånare (2000). Av befolkningen är cirka 8 procent av latinamerikansk härkomst.
Staden är belägen i den västligaste delen av delstaten vid Coloradofloden cirka 200 km nordväst om huvudstaden Phoenix och omedelbart öster om gränsen till Kalifornien.

## London Bridge

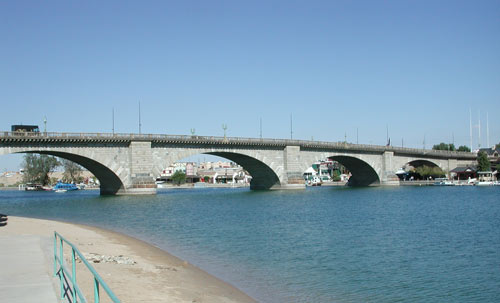
London Bridge

En populär turistattraktion är London Bridge, som 1968 köptes från staden London för 2,5 miljoner USD. Den plockades ned och märktes sten för sten och återuppfördes över en kanal i staden.